# ENCI-Bergloop
De ENCI-Bergloop is een zware veldloop, die jaarlijks georganiseerd wordt in Maastricht. Naast wedstrijden over 4,3 km en 8,5 km kent het evenement een start-to-run over 3000 m, een aantal jeugdlopen (1800 m, 1300 m, 1000 m, 5000 m) en een loop voor gehandicapte sporters over 1000 m. De wedstrijd heeft reeds 62 edities gehad en is daarmee een van de oudste hardloopwedstrijden van Nederland.
De organisatie van de wedstrijd is in handen van Atletiek Maastricht.

## Parcours
Het parcours loop over de Sint-Pietersberg en de Observant en over het terrein aldaar, waar de ENCI is gevestigd. Het parcours wordt door de vele steile klimmen en steile afdaling door deelnemers als zeer zwaar beschouwd.

## Edities
De bergloop werd in 2007 gewonnen door Ron Wijnen, in 2008 gevolgd door Joost van den Ende in een tijd van 27.37. In 2009 was Wijnen opnieuw het sterkst in een tijd van 28.43.